# Saar-Blies-Weg

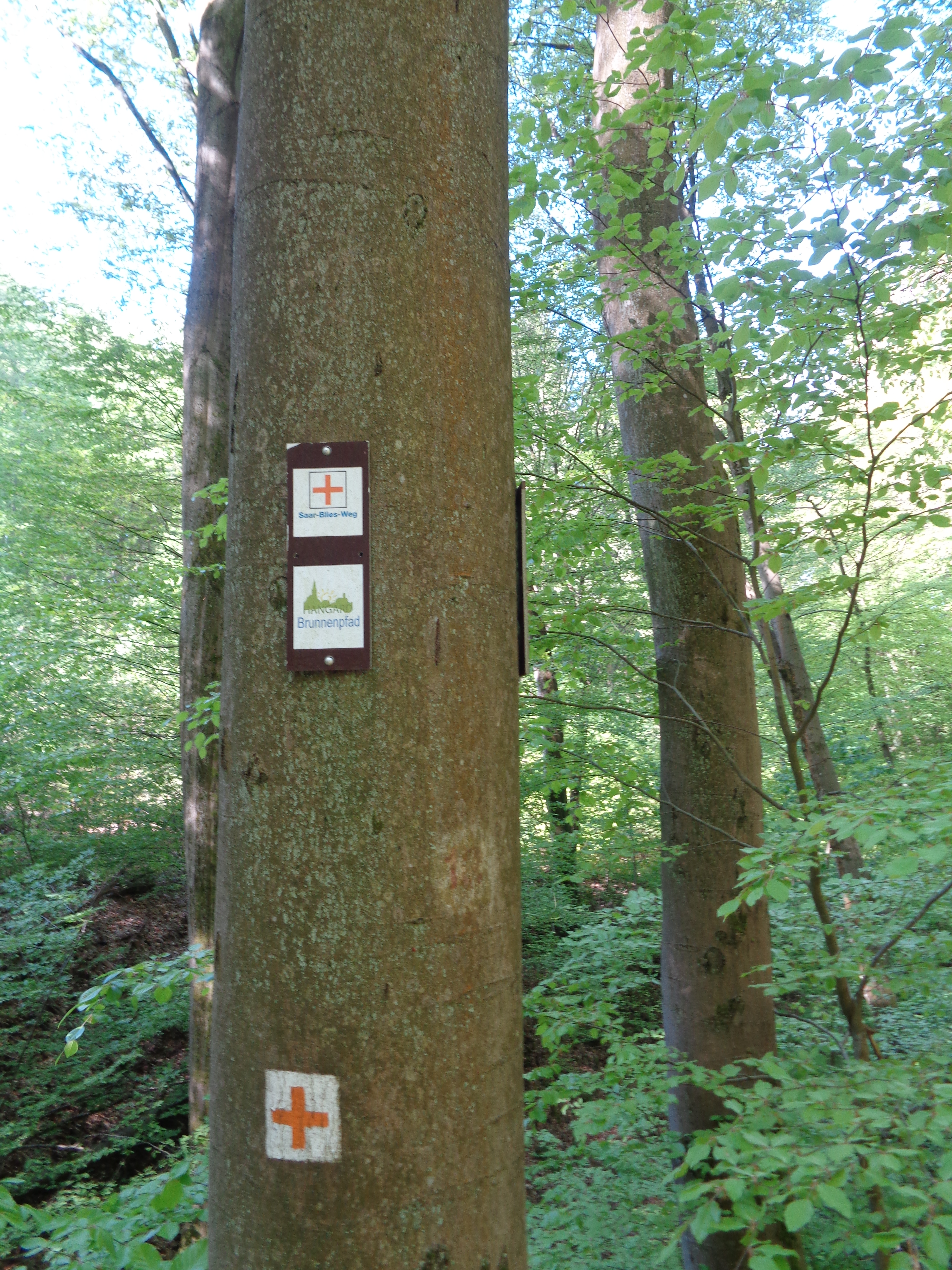
Wegmarkierung des Saar-Blies-Weges (oranges Kreuz auf weißem Grund)

Der Saar-Blies-Weg ist ein 66 km langer Wanderweg im Saarland und führt von Saarbrücken nach Nohfelden. Der Weg ist mit einem orangen Kreuz auf weißem Grund markiert.

## Verlauf des Weges
Der Saar-Blies-Weg beginnt in Saarbrücken am Wohngebiet „Am Homburg“. Er führt zunächst auf den Kohlensattel des Saarkohlenwaldes. An der Universität des Saarlandes vorbei verläuft der Weg auf der Höhe des Kohlensattels bis kurz vor Elversberg. Der Weg führt von hier aus ins Tal, passiert die Spieser Mühle und erreicht über das Kasbruchtal den Neunkircher Stadtteil Wellesweiler, wo der Wanderer die Blies überquert. Nun steigt der Weg wieder an, um nach etwa 6 km bei der Hanauer Mühle das Tal der Oster zu erreichen. Der Weg führt weiter nach Fürth im Ostertal, überquert die Oster und verläuft weiter in Richtung St. Wendel. Auf diesem Abschnitt ist er deckungsgleich mit dem Saarland-Rundwanderweg. An St. Wendel vorbei führt der Weg weiter in Richtung Norden über Leitersweiler, Pinsweiler ins Tal der Nahe, das bei Nohfelden erreicht wird. Hier mündet der Weg in den Naheweg, einen weiteren überregionalen Wanderweg im Saarland.

## Sehenswertes auf der Strecke
Auf dem Saar-Blies-Weg finden sich viele historische Sehenswürdigkeiten des Saarlandes. So ist das Kasbruchtal bei Wellesweiler bereits in der Römerzeit von Menschen genutzt worden. Der Weg führt auch am „Steinernen Mann“ vorbei, einem römischen Viergötterstein nahe dem Ort Frankenholz. In Fürth im Ostertal ist die historische Ölmühle Wern und die alte Brücke über die Oster sehenswert. In der Nähe von Mosberg-Richweiler befindet sich ein Ringwall, in Nohfelden ist die Burg Veldenz sehenswert.